# SMOOTH CHANNEL
『SMOOTH CHANNEL』（スムース・チャンネル）は、2000年10月から2002年3月までエフエム九州 (CROSS FM) で放送されていたワイド番組である。

## 概要
放送時間は毎週金曜 10:00 - 13:00 （日本標準時）。CROSS FM北九州本社スタジオからの生放送。金曜日のオフィス向けに放送されていた番組で、内容は音楽が中心であった。選曲は、1980年代・1990年代のメガヒット曲が中心となっていた。

## ナビゲーター
信川竜太
前番組『CROSS GO!GO! FRID@Y』から引き続き出演。
新村レイ
月曜 - 木曜に放送されていた『CANDY CAFE BOARD』からの出演者（水曜・木曜担当）。『CANDY CAFE BOARD』でナビゲーターデビューを果たしたが、本番組の終了後にはCROSS FMの番組を担当していない。なお最終回では、自身の入籍を明らかにした。

## コーナー
WEDDING CALL
12:10 - 12:20に放送。スポンサーの鞘ヶ谷ハーブガーデン 光と風の教会（北九州市戸畑区）または新門司マリーナ 海と太陽の教会（北九州市門司区）で式を挙げるカップルとウェディングソングを紹介。